# Högmässogudstjänst
En högmässogudstjänst, även söndagsgudstjänst, är en form av gudstjänst som firas i Svenska kyrkan.
Högmässogudstjänsten omfattar aktuella söndags bibeltexter, och innefattar ingen nattvard. Den är därmed ingen mässa (i tidigare upplagor av den svenska kyrkohandboken kallades den dock "högmässa utan nattvard"), utan en gudstjänst som firas på högmässotid, vilket är söndag eller helgdag, oftast på förmiddagen. Många församlingar firar vissa söndagar högmässogudstjänst i stället för högmässa. 

### Fotnoter
1. ↑  ”Mer om gudstjänst”. Svenska kyrkan Umeå. https://www.svenskakyrkan.se/umea/mer-om-gudstjanst. Läst 15 december 2017.
2. ↑  ”Gudstjänstformer”. Töreboda pastorat. Arkiverad från originalet den 16 december 2017. https://web.archive.org/web/20171216091206/https://www.svenskakyrkan.se/toreboda/har-hittar-du-korta-beskrivningar-av-olika-gudstjanstformer. Läst 15 december 2017.